# ウィリアム・S・バロウズ

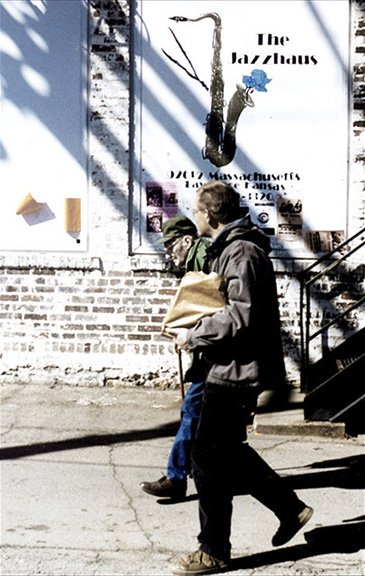
バロウズとジェームズ・グラウアーホルツ、1996年、カンザス州ローレンスにて撮影。

ウィリアム・シュワード・バロウズ二世（William Seward Burroughs II、1914年2月5日 - 1997年8月2日）は、20世紀アメリカの小説家。1950年代のビート・ジェネレーションを代表する作家の一人である。

## 来歴
バロウズは1960年代には、J・G・バラードらによってニュー・ウェーブSFの星と評価された。その後も、パフォーマンス・アーティストのローリー・アンダーソンや、ロックミュージシャンのカート・コバーン（ニルヴァーナ）らが彼に心酔している。私生活では、妻のジョーン（1923–51）を射殺するなどの事件を起こしている。
1914年、アメリカ合衆国ミズーリ州セントルイスに生まれる。ニューヨーク州生まれの祖父ウィリアム・シュワード・バロウズ1世はキー入力式歯車式加算機を安定駆動する油圧装置を発明した発明家で、バロース加算機社を設立したことで知られる。しかし彼は43歳で早世し、残された息子たちは遺産管理人のアドバイスに従い、相続した株式や特許の全てを売却してしまう。
バロウズの父モーティマー（1885–1965）はガラス工場を経営する中小企業主だった。その息子であるバロウズはアメリカ中西部で退屈な少年時代を送った。高校時代は魚釣り、狩猟、ハイキングを好み、そして何よりも本をよく読んだ。学校には全く馴染めなかった。その後は名門であるハーバード大学に入学する。英文学を専攻し、T・S・エリオットを研究した。もっとも、英文学を専攻したのは、単にそれ以外に興味を持てる学科がなかったからというだけの消極的理由によるものだった。また、学業にあまり熱心でなかったバロウズがハーバード大学に入学したのは、母親ローラ（1888–1970）の期待に応えるためだったとも言われる。在学中にイリノイ州で売春宿を利用したり、ニューヨークのハーレムやグリニッジ・ヴィレッジのLGBTコミュニティで、同性愛の人々と交流したりといった経験をした。1936年に、本人いわくまずい成績で大学を卒業してから、毎月受け取ることになった信託財産（仕送り）のおかげで、バロウズ自身、当初は働く必要は何もなかったと明言している。しかし徐々にかさむ麻薬代を工面するために、初めて働く必要に迫られた。
当時は世界恐慌の真っ直中で、ハーバード大卒という学歴も役に立たず、ヨーロッパへと旅行に出掛ける。旅先ではウィーンの医学校に入学した。そこで知り合ったユダヤ人女性イルゼ・クラッパー（Ilse Klapper）との偽装結婚によって彼女のアメリカ（ニューヨーク市）への国外逃亡の手助けをしている。時勢は徐々に、しかし確実に二度目の世界大戦へと向かいつつあり、ナチスとその反ユダヤ主義の不穏な影が急速な広がりと共に迫って来ていた時代である。バロウズも、肝心の医学校には結局6ヶ月間しか通うことがなかった。しかしながら、医学への興味と関心は失われることがなく、生涯に渡る趣味として学び続けた。また、ウィーンの医学校での出会いから始まったイルゼとは9年で離婚したが、友情自体は長く持続させた。
帰国後はシカゴでアルフレッド・コージブスキーの一般意味論のセミナーを受講し、また柔術を学んでもいたという。次いでコロンビア大学大学院で心理学と人類学の講義を2年間受け、そのまま母校のハーバード大学大学院で人類学の講義をさらに2年間受けた。またこの間に3年ほど、真剣に精神分析治療を受け、最終的に彼は抑圧と不安から解放され、自分で自分が生きたいように生きられるようになる（あるいは救いと解放を得る）ことに成功する。ちなみにこの治療に当たった精神分析医は、最後までバロウズの「性的指向」（彼は同性愛者あるいは両性愛者であった）を執拗に問題視し、「治療」の試みを諦めることがなかったが（当時、同性愛は治療可能な精神疾患の一種だと考えられていた）、バロウズはそれを意に介することなく治療を終えた。
その後は住む場所を転々としながら仕送りに頼りながら生活する。ニューヨークに住んでいた時にビート世代の詩人アレン・ギンズバーグや、作家ジャック・ケルアックらと知り合うことになる。バロウズはジョーン・フォルマー・アダムズと、ギンズバーグ、その最初の妻エディー・パーカーと共同生活をしていたことがある。バロウズとフォルマーは、一時ニューオーリンズに居住した。後にフォルマーとの間では離婚問題が課題となっていた。彼は1949年からメキシコシティに住んだが、フォルマーを射殺する事件を起こし、刑事責任を追及されることとなった。この事件に関する彼の説明は、二転三転している。フォルマーはまだ28歳だった。1953年にデビュー作『ジャンキー』（Junkie: Confessions of an Unredeemed Drug Addict）を発表する。しかしながらアメリカの文学界における反響は皆無で、一時は作家として生きていくことを諦めた。1953年、モロッコのタンジールに移住し、同時に15年以上浸ったドラッグと決別する姿勢を見せ始める。1959年、ギンズバーグらの熱心な勧めと手助けにより、書き溜めた文章を元に構成した小説『裸のランチ』を発表する。その内容は猥褻なものであり、合衆国政府から発禁処分を受けるはめになる。しかしこのことがかえって話題となり、実験小説の雄として祭り上げられた。
一度はドラッグから完全に足を洗っていた（後年には禁煙にも挑戦し、成功させた）バロウズだが、65歳（1979年）になって再びヘロイン依存症に陥ってしまう（これには彼の元に感心しかねる “贈り物” を持参してくる熱心なファンの影響があったとも言われている）。このため、1997年に83歳で亡くなった時にはメサドンによる維持療法を受けていた。
友人のブライオン・ガイシンとともに、文章をバラバラに刻んでランダムに繋げる「カットアップ」という実験的な手法の発明者であり、この手法を駆使した作品を何作か発表しているが、1980年代に入ってからはストーリー性を重視したスタイルに移行している。『裸のランチ』は、1992年にカナダの映画監督デヴィッド・クローネンバーグにより映画化された。ただ、作品は原作を忠実になぞったような性格のものではなく、あくまでバロウズの作品を元に、クローネンバーグによって新たに再構成された、オリジナル作品というべき内容になっている。
1960年代～1970年代以降、バロウズの作品はSF界でも注目され、J・G・バラードやジュディス・メリルはバロウズ作品を「理想的なSF」と呼んだ。山野浩一がセレクションした「サンリオSF文庫」にも作品が収録されている。また安田均・大野万紀らが結成した「関西海外SF研究会（KSFA）」というファングループは、バロウズの作品から名前をとって、『ノヴァ・エクスプレス』という同人誌を発行していた。
フィリップ・K・ディックの作品『アンドロイドは電気羊の夢を見るか?』が映画化される際、関係者がたまたま手にとったバロウズの著作『ブレードランナー』の語感が良かったので、映画の題名は『ブレードランナー』となった（内容は全く無関係）。

## 主な著作

### 小説および長編
- 『ジャンキー（英語版）』 Junkie: Confessions of an Unredeemed Drug Addict 1953年
  - 鮎川信夫訳 思潮社 1969年 のち新装版 1980年、河出書房新社（河出文庫）2003年、改版2025年
- 『クィア』 Queer  1951 - 1953年（出版 1985年） - 2024年に『クィア/QUEER』として映画化。
  - 『おかま』山形浩生、柳下毅一郎訳 ペヨトル工房 1988年、のち「クィア」河出文庫、2025年
- 『裸のランチ』 The Naked Lunch 1959年
  - 鮎川信夫訳 河出書房新社（人間の文学19）1965年

同上（モダン・クラシックス）1971年、（河出海外小説選16）1978年、新装版 1987年、完全版 1992年、河出文庫 2003年、改版2025年
- 『ソフト・マシーン』 The Soft Machine 1961年
  - 『やわらかい機械』世界文学翻訳研究所訳　浪速書房 1965年
  - 「ソフトマシーン」山形浩生、曲守彦訳 ペヨトル工房 1989年

山形浩生、柳下毅一郎訳 河出文庫 2004年
- 『爆発した切符』 The Ticket That Exploded 1962年
  - 飯田隆昭訳 サンリオ（サンリオSF文庫）1979年
- 『ノヴァ急報』 Nova Express 1964年
  - 諏訪優訳 サンリオSF文庫 1978年
  - 山形浩生訳 ペヨトル工房 1995年
- 『ダッチ・シュルツ 最期のことば』 The Last Words of Dutch Schultz 1970年
  - 山形浩生訳 白水社 1992年
- 『猛者(ワイルド・ボーイズ)―死者の書』 The Wild Boys A Book of Dead 1971年
  - 山形浩生訳 ペヨトル工房 1990年
- 『ブレードランナー』Blade Runner, a movie 1979年
  - 山形浩生訳 リブロポート 1990年
- 『シティーズ・オブ・ザ・レッド・ナイト』 Cities of the Red Night 1981年
  - 飯田隆昭訳 思潮社 1988年
- 『デッド・ロード』 The Place of Dead Roads 1983年
  - 飯田隆昭訳 思潮社 1990年
- 『内なるネコ』 The Cat Inside 1986年
  - 山形浩生訳 河出書房新社 1994年
- 『ウエスタン・ランド』 The Western Lands 1987年
  - 飯田隆昭訳 思潮社 1991年
- 『トルネイド・アレイ』 Tornado Alley 1989年
  - 清水アリカ訳 思潮社 1992年
- 『ゴースト』 Ghost of Chance 1991年
  - 山形浩生訳 河出書房新社 1996年
- 『夢の書 わが教育』 My Education: A Book of Dreams 1995年
  - 山形浩生訳 河出書房新社 1998年

### 短編集
- 『おぼえていないときもある』 Exterminator! 1973年
  - 浅倉久志訳 ペヨトル工房 1993年
- 『ア・プーク イズ ヒア』 Ah Pook is Here, Nova Express, Cities of the Red Night 1981年
  - 飯田隆昭訳 ファラオ企画 1992年
- 『バロウズという名の男』 The Adding Machine: Collected Essays 1985年
  - 山形浩生訳 ペヨトル工房 1992年

### 共著
- 『そしてカバたちはタンクで茹で死に』 And the Hippos Were Boiled in Their Tanks 1945年（出版　2008年）[4]
  - 山形浩生訳、河出書房新社 2010年
- 『麻薬書簡』 The Yage Letters 1963年[5]
  - 『麻薬書簡』飯田隆昭、諏訪優訳、思潮社（現代の芸術双書19）1966年、新装版 1973年 改訂版 1986年
  - 『麻薬書簡 : 再現版』山形浩生訳、河出文庫、2007年

## ディスコグラフィ
- 『ザ・プリースト　ゼイ・コールド・ヒム』 the "Priest" they called him

バロウズの大ファンだったニルヴァーナのカート・コバーンとの共演作品。

## フィルモグラフィ

### 出演（劇映画）
- 『チャパクア』Chappaqua (1966年)
- 『デコーダー (映画)』Decorder (1983年)
- 『映画を探して』It Don't Pay To Be An Honest Citizen (1984年)
- 『ワンナイト・オブ・ブロードウェイ』Bloodhounds Of Broadway (1988年)
- 『ドラッグストア・カウボーイ』Drugstore Cowboy (1989年)（トム・マーフィ神父役）
- 『ツイスター/大富豪といかれた家族たち』Twister (1990年)
- 『WAX 蜜蜂テレビの発見』Wax or the discovery of television among the bees (1991年)

### 出演（ドキュメンタリー映画）
- 『バロウズ』Burroughs: The Movie (1984年)
- 『ケルアックに何が起こったのか?』What Happened To Keruac? (1985年)
- 『ローリー・アンダーソン 0＆1 トップ』Home of the Brave (1986年)
- 『ヘビー・ペッティング』Heavy Petting (1988年)
- 『アインシュタインの脳』Einstein's Brain (1994年)
- 『SEPTEMBER Songs 9月のクルト・ヴァイル』September Songs (1995年)
- 『シェルタリング・スカイを書いた男 ポール・ボウルズの告白』Let It Come Down: The Life Of Paul Bowles (1998年)
- 『ビートニク』The Source (1999年)

DVD
- 『ザ・ファイナル・アカデミー・ドキュメンツ』 (2007年)
- 『路上の司祭』 (2007年)

Video
- William S. Burroughs American writers and visual artists

## 関連映画
- 『バロウズの妻』(2000年)